# Gran Premio di Francia 1970
Il Gran Premio di Francia 1970, LVI Grand Prix de France e sesta gara del campionato di Formula 1 del 1970, si è svolto il 5 luglio sul Circuito di Clermont-Ferrand ed è stato vinto da Jochen Rindt su Lotus-Ford Cosworth.

## Qualifiche
| Pos | No | Pilota               | Costruttore        | Squadra                           | Tempo   | Gap    |
| --- | -- | -------------------- | ------------------ | --------------------------------- | ------- | ------ |
| 1   | 10 | Jacky Ickx           | Ferrari            | Scuderia Ferrari SpA SEFAC        | 2:58.22 |        |
| 2   | 21 | Jean-Pierre Beltoise | Matra              | Equipe Matra Elf                  | 2:58.70 | +0.48  |
| 3   | 14 | Chris Amon           | March-Ford         | March Engineering                 | 2:59.14 | +0.92  |
| 4   | 1  | Jackie Stewart       | March-Ford         | Tyrrell Racing Organisation       | 2:59.24 | +1.02  |
| 5   | 23 | Jack Brabham         | Brabham-Ford       | Motor Racing Developments Ltd     | 2:59.67 | +1.45  |
| 6   | 6  | Jochen Rindt         | Lotus-Ford         | Gold Leaf Team Lotus              | 2:59.74 | +1.52  |
| 7   | 19 | Denny Hulme          | McLaren-Ford       | Bruce McLaren Motor Racing        | 3:00.42 | +2.20  |
| 8   | 20 | Henri Pescarolo      | Matra              | Equipe Matra Elf                  | 3:00.59 | +2.37  |
| 9   | 18 | Ronnie Peterson      | March-Ford         | Colin Crabbe Racing               | 3:01.21 | +2.99  |
| 10  | 3  | Pedro Rodríguez      | BRM                | Yardley Team BRM                  | 3:01.29 | +3.07  |
| 11  | 11 | Ignazio Giunti       | Ferrari            | Scuderia Ferrari SpA SEFAC        | 3:01.85 | +3.63  |
| 12  | 5  | Jackie Oliver        | BRM                | Yardley Team BRM                  | 3:02.77 | +4.55  |
| 13  | 2  | François Cevert      | March-Ford         | Tyrrell Racing Organisation       | 3:02.87 | +4.65  |
| 14  | 22 | Rolf Stommelen       | Brabham-Ford       | Auto Motor Und Sport              | 3:03.41 | +5.19  |
| 15  | 16 | Andrea De Adamich    | McLaren-Alfa Romeo | Bruce McLaren Motor Racing        | 3:03.48 | +5.26  |
| 16  | 12 | Jo Siffert           | March-Ford         | March Engineering                 | 3:03.78 | +5.56  |
| 17  | 17 | Dan Gurney           | McLaren-Ford       | Bruce McLaren Motor Racing        | 3:04.04 | +5.82  |
| 18  | 7  | John Miles           | Lotus-Ford         | Gold Leaf Team Lotus              | 3:04.16 | +5.94  |
| 19  | 4  | George Eaton         | BRM                | Yardley Team BRM                  | 3:04.92 | +6.70  |
| 20  | 8  | Graham Hill          | Lotus-Ford         | Brooke Bond Oxo Racing/Rob Walker | 3:07.84 | +9.62  |
| DNQ | 24 | Silvio Moser         | Bellasi-Ford       | Silvio Moser Racing Team          | 3:08.10 | +9.88  |
| DNQ | 9  | Alex Soler-Roig      | Lotus-Ford         | World Wide Racing                 | 3:14.49 | +16.27 |
| DNQ | 25 | Pete Lovely          | Lotus-Ford         | Pete Lovely Volkswagen Inc        | 3:15.58 | +17.36 |

## Gara
| Pos | No | Pilota               | Costruttore        | Giri | Tempo/Ritiro        | Pos. Griglia | Punti |
| --- | -- | -------------------- | ------------------ | ---- | ------------------- | ------------ | ----- |
| 1   | 6  | Jochen Rindt         | Lotus-Ford         | 38   | 1:55:57.0           | 6            | 9     |
| 2   | 14 | Chris Amon           | March-Ford         | 38   | + 7.61              | 3            | 6     |
| 3   | 23 | Jack Brabham         | Brabham-Ford       | 38   | + 44.83             | 5            | 4     |
| 4   | 19 | Denny Hulme          | McLaren-Ford       | 38   | + 45.66             | 7            | 3     |
| 5   | 20 | Henri Pescarolo      | Matra              | 38   | + 1:19.42           | 8            | 2     |
| 6   | 17 | Dan Gurney           | McLaren-Ford       | 38   | + 1:19.65           | 17           | 1     |
| 7   | 22 | Rolf Stommelen       | Brabham-Ford       | 38   | + 2:20.16           | 14           |       |
| 8   | 7  | John Miles           | Lotus-Ford         | 38   | + 2:47.17           | 18           |       |
| 9   | 1  | Jackie Stewart       | March-Ford         | 38   | + 3:09.61           | 4            |       |
| 10  | 8  | Graham Hill          | Lotus-Ford         | 37   | + 1 Giro            | 20           |       |
| 11  | 2  | François Cevert      | March-Ford         | 37   | +1 Giro             | 13           |       |
| 12  | 4  | George Eaton         | BRM                | 36   | + 2 Giri            | 19           |       |
| 13  | 21 | Jean-Pierre Beltoise | Matra              | 35   | Mancanza di benzina | 2            |       |
| 14  | 11 | Ignazio Giunti       | Ferrari            | 35   | + 3 Giri            | 11           |       |
| NC  | 16 | Andrea De Adamich    | McLaren-Alfa Romeo | 29   | Non classificato    | 15           |       |
| Rit | 12 | Jo Siffert           | March-Ford         | 23   | Incidente           | 16           |       |
| Rit | 18 | Ronnie Peterson      | March-Ford         | 17   | Differenziale       | 9            |       |
| Rit | 10 | Jacky Ickx           | Ferrari            | 16   | Motore              | 1            |       |
| Rit | 3  | Pedro Rodríguez      | BRM                | 6    | Cambio              | 10           |       |
| Rit | 5  | Jackie Oliver        | BRM                | 5    | Motore              | 12           |       |

## Statistiche
Piloti
- 4ª vittoria per Jochen Rindt
- 30° podio per Jack Brabham
- 50º Gran Premio per Chris Amon

Costruttori
- 39° vittoria per la Lotus

Motori
- 31ª vittoria per il motore Ford Cosworth

Giri al comando
- Jacky Ickx (1-14)
- Jean-Pierre Beltoise (15-25)
- Jochen Rindt (26-38)

## Classifiche

### Piloti
| Pos. | Pilota               | Punti |
| ---- | -------------------- | ----- |
| 1    | Jochen Rindt         | 27    |
| 2    | Jackie Stewart       | 19    |
| 3    | Jack Brabham         | 19    |
| 4    | Chris Amon           | 12    |
| 5    | Denny Hulme          | 12    |
| 6    | Pedro Rodríguez      | 10    |
| 7    | Jean-Pierre Beltoise | 9     |
| 8    | Henri Pescarolo      | 7     |
| 9    | Bruce McLaren        | 6     |
| 10   | Graham Hill          | 6     |
| 11   | Mario Andretti       | 4     |
| 12   | Jacky Ickx           | 4     |
| 13   | Ignazio Giunti       | 3     |
| 14   | Clay Regazzoni       | 3     |
| 15   | John Miles           | 2     |
| 16   | Johnny Servoz-Gavin  | 2     |
| 17   | Rolf Stommelen       | 2     |
| 18   | John Surtees         | 1     |
| 19   | Dan Gurney           | 1     |

### Costruttori
| Pos. | Team         | Punti |
| ---- | ------------ | ----- |
| 1    | Lotus-Ford   | 32    |
| 2    | March-Ford   | 31    |
| 3    | Brabham-Ford | 21    |
| 4    | McLaren-Ford | 19    |
| 5    | Matra        | 15    |
| 6    | BRM          | 10    |
| 7    | Ferrari      | 7     |